# Кафедральний собор Святого Григорія Просвітителя (Єреван)
Собо́р Свято́го Григо́рія Просвіти́теля (вірм. Սուրբ Գրիքոր Լուսավորիչ մայր տաճար) — найбільший вірменський собор, що знаходиться в Єревані. Разом із собором Самеба в Тбілісі є найбільшим у Південному Кавказі.

## Історія
Собор був побудований в пам'ять 1700-річчя прийняття Вірменією християнства, як державної релігії, а також є сховищем реліквій, пов'язаних з Григорієм Просвітителем. Реліквії були завезені сюди з Неаполя, і після освячення храму Папа Римський Іоанн Павло II відвідав собор.
Ініціатива будівництва собору належить Гарегіну I. Будівництво почалося у 1997 році з благословення Католикоса всіх вірмен Гарегіна I. Освячення собору відбулося 23 вересня 2001 року.
Головна церква комплексу була побудована на пожертвування Алека Манукяна і його сім'ї. Фінансування будівництва же двох інших храмів фінансували Назар і Артеміда Назарян та Геворг і Лінда Геворгян. Спонсором будівництва дзвіниці був аргентинський підприємець вірменського походження Едуардо Ернекян.

## Архітектура
Споруда складається з трьох храмів: церкви Святого Тиридата III (150 місць), церкви Святої Цариці Ашхен (150 місць) і власне собору з 1700 місцями для сидіння. Назви для церков були обрані не випадково: цар Тиридат III і цариця Ашхен допомогли святому Григорію Просвітителю поширити християнську віру у Вірменії.
Загальна площа комплексу становить близько 3822 м², висота собору від землі до верхньої частини хреста становить 54 м. Архітектором храму є Степан Кюркчян.
Собор побудований з туфу помаранчевого кольору з міста Ані. Всередині кафедральний собор дуже світлий та просторий, настінні розписи відсутні, ікон дуже мало, на стінах і стелі знаходяться арки та ніші. Вікна прикрашають вітражі.

## Світлини

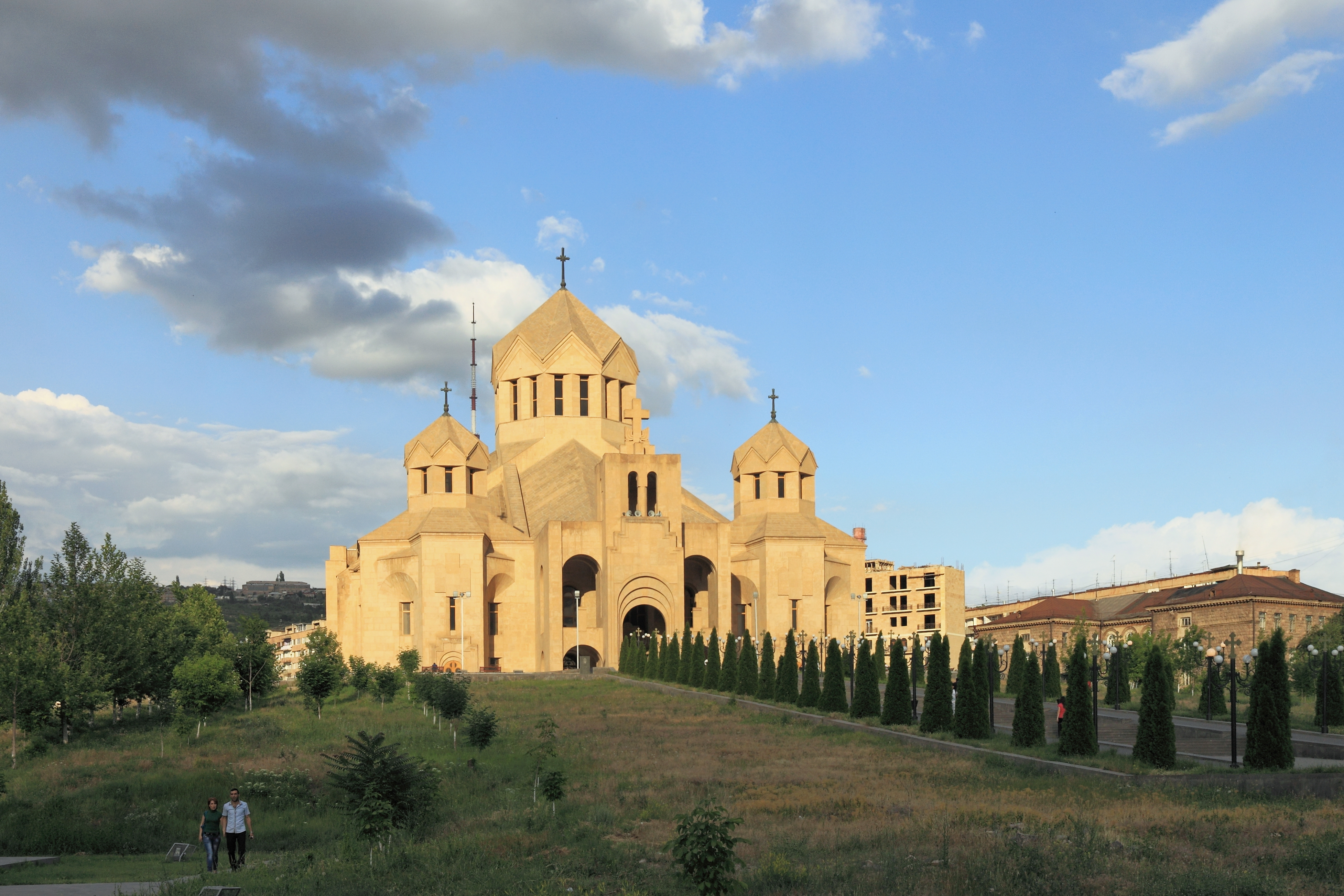
Захід сонця
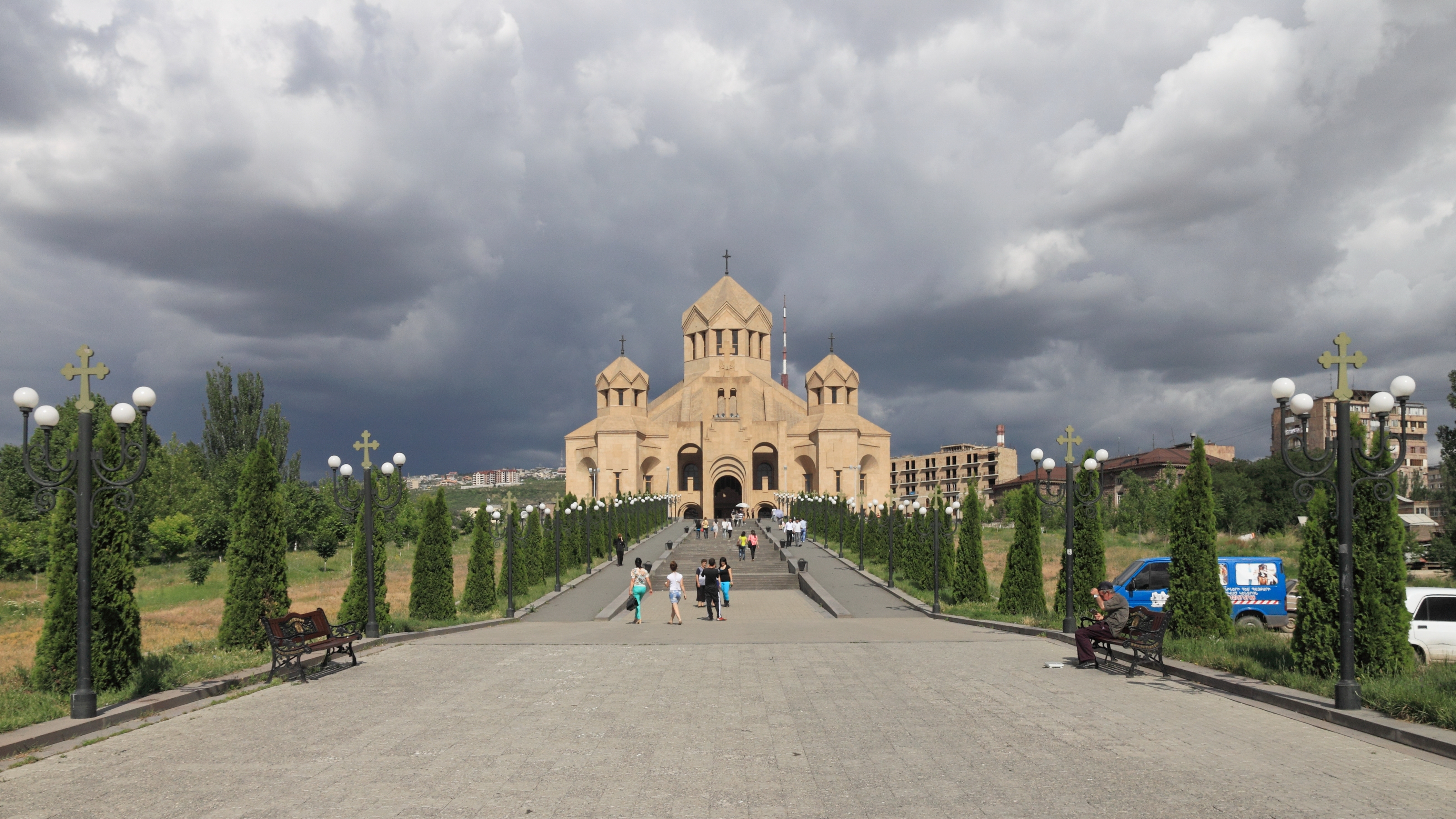
Алея до собору
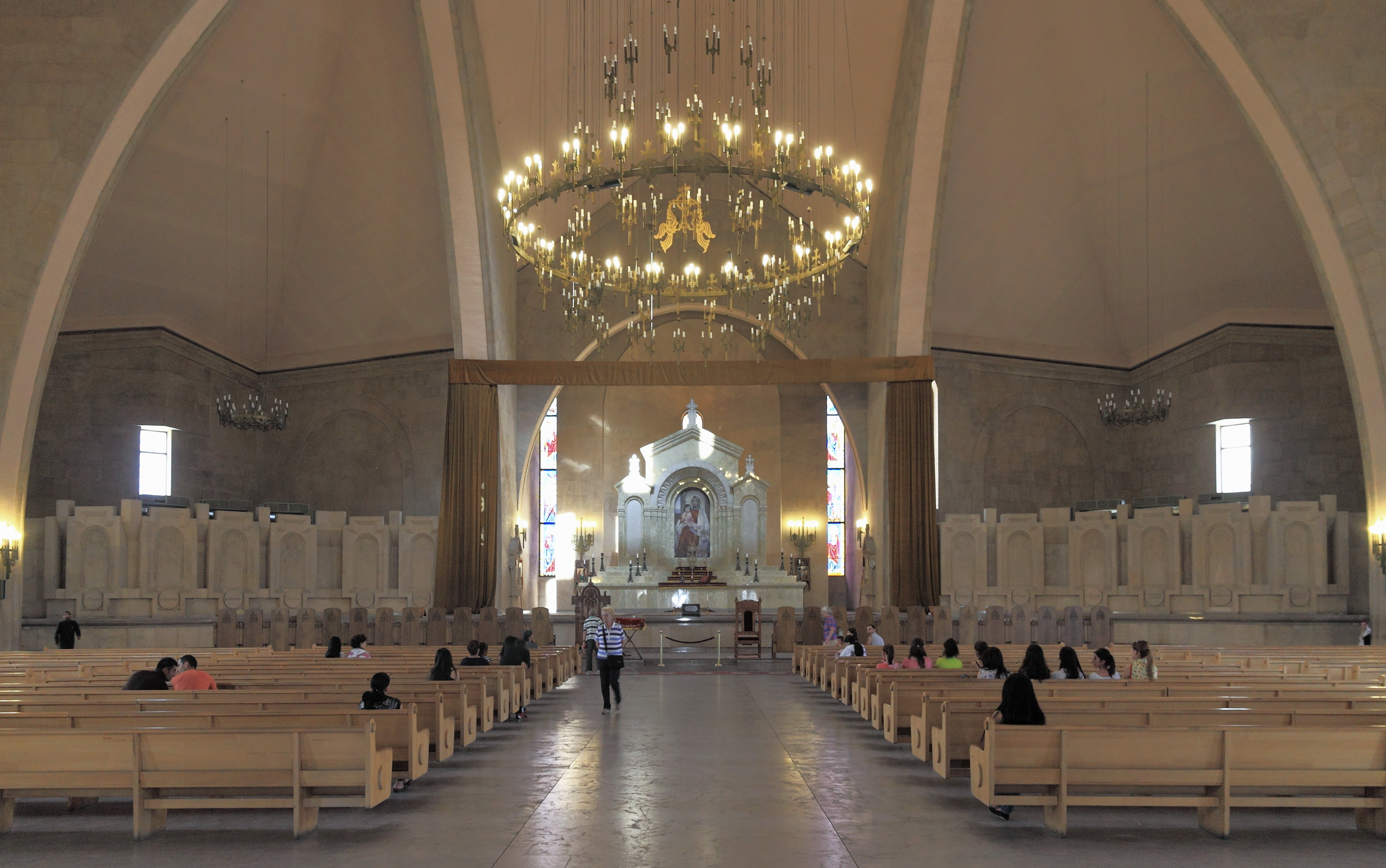
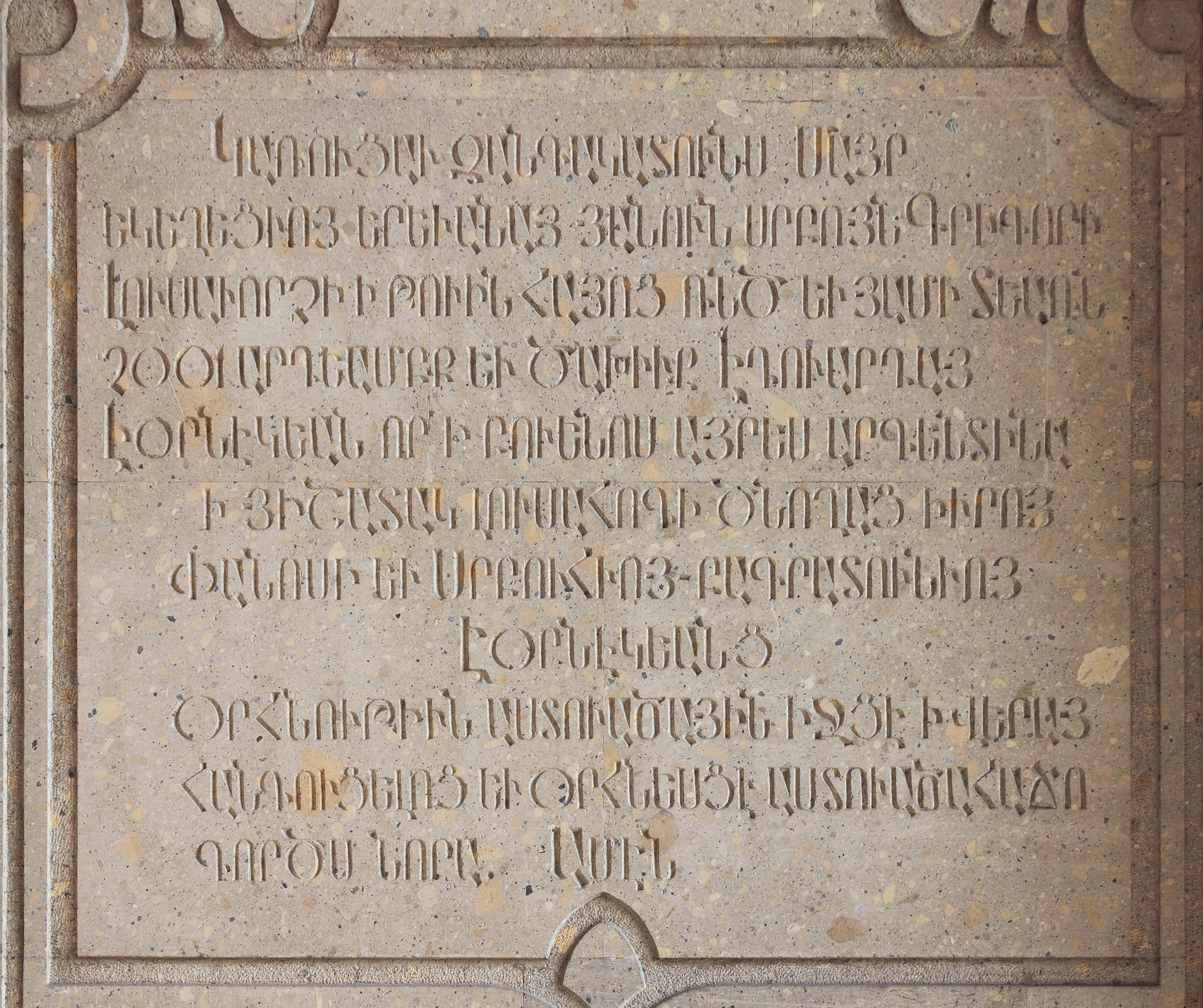
Кам'яна плита з написом вірменською мовою
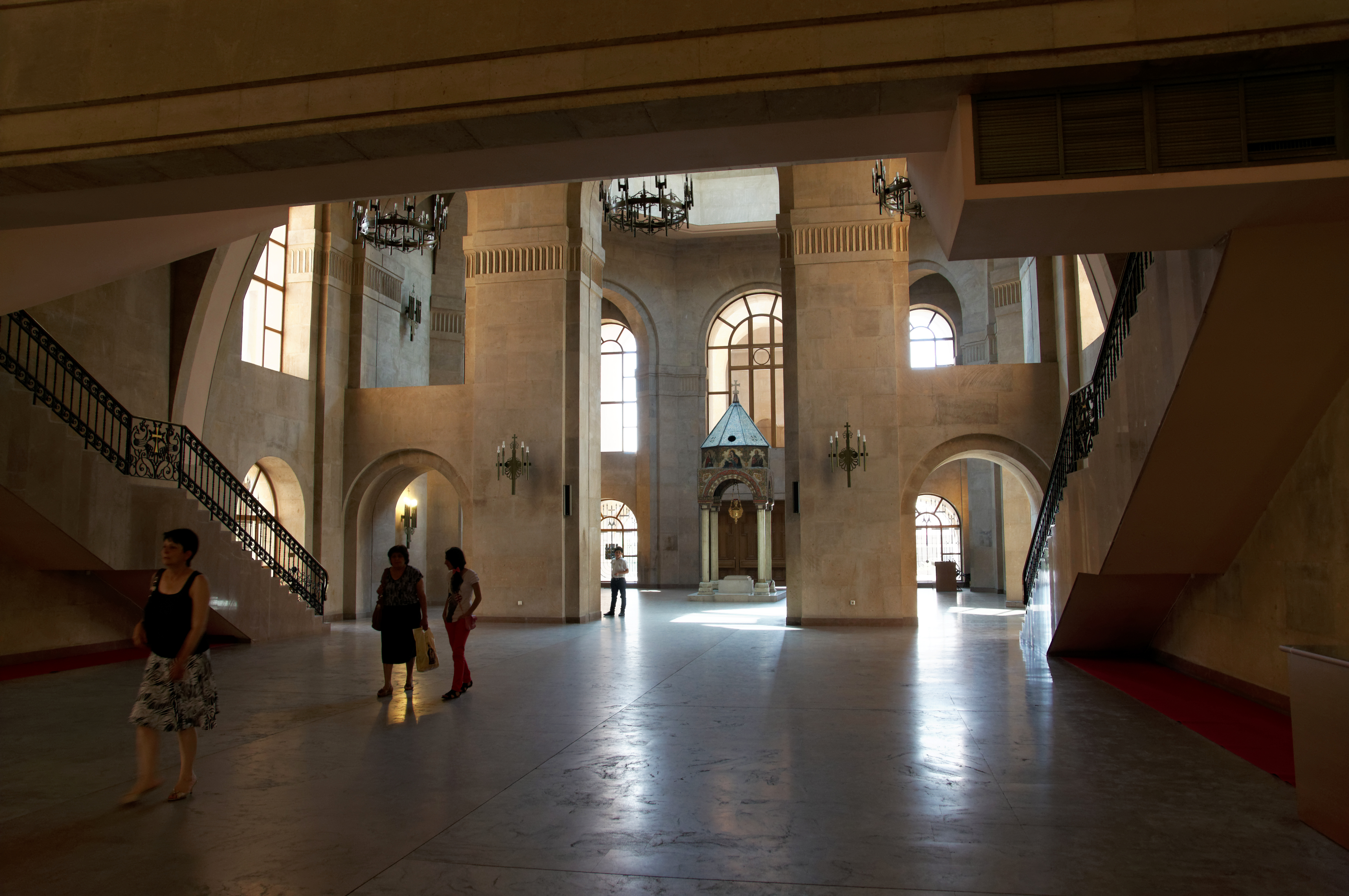
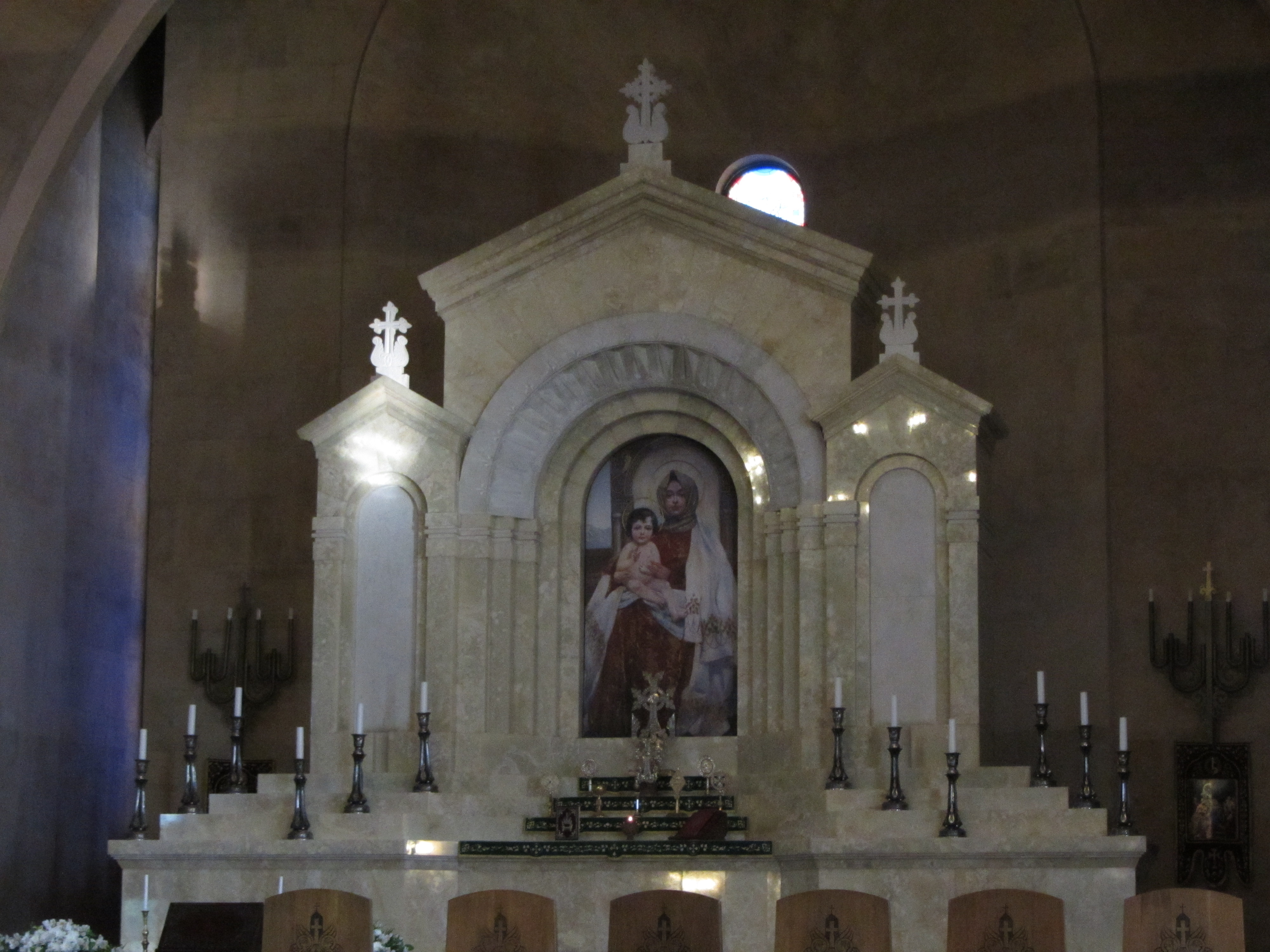
Вівтар
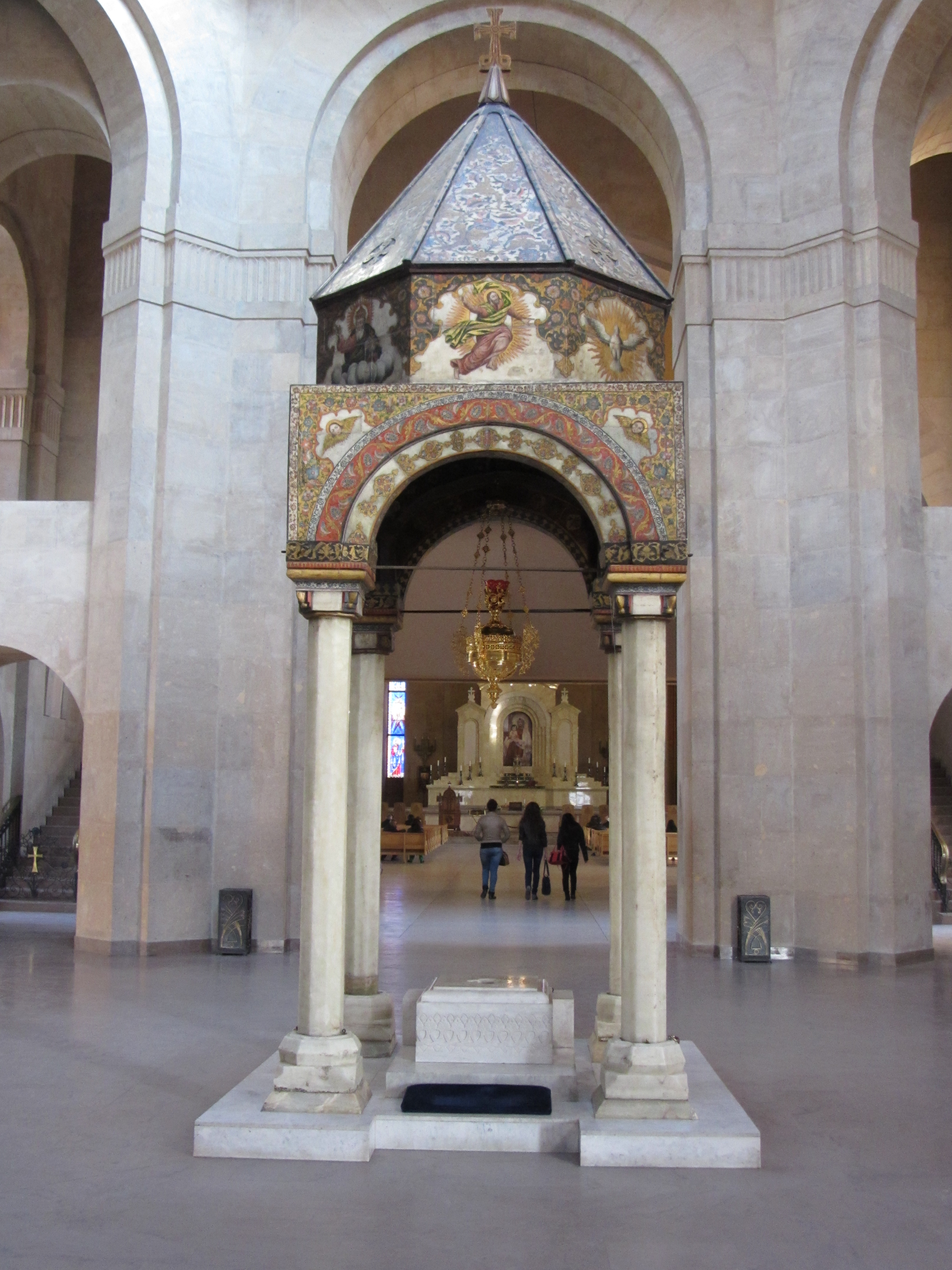
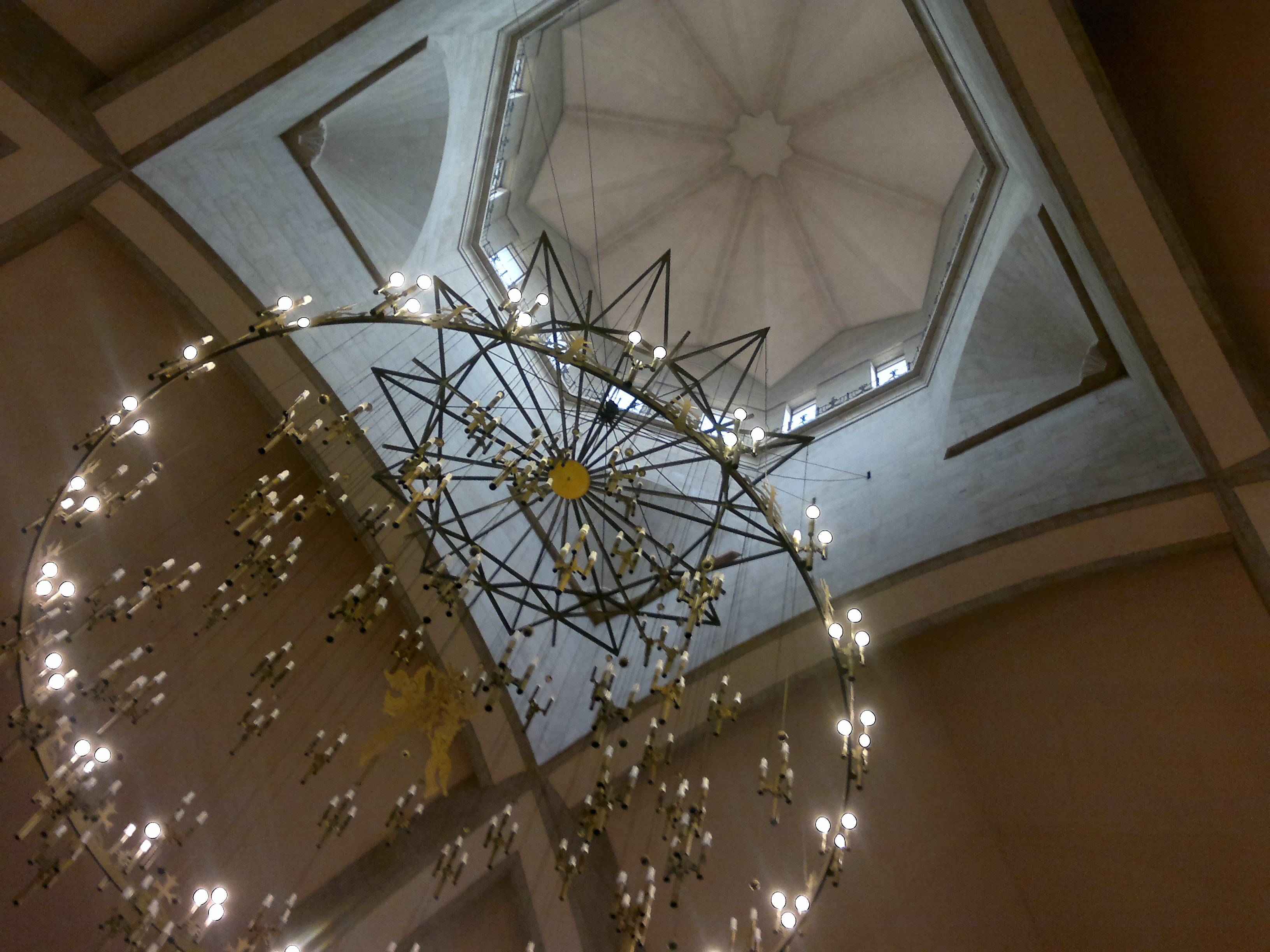
Купол собору
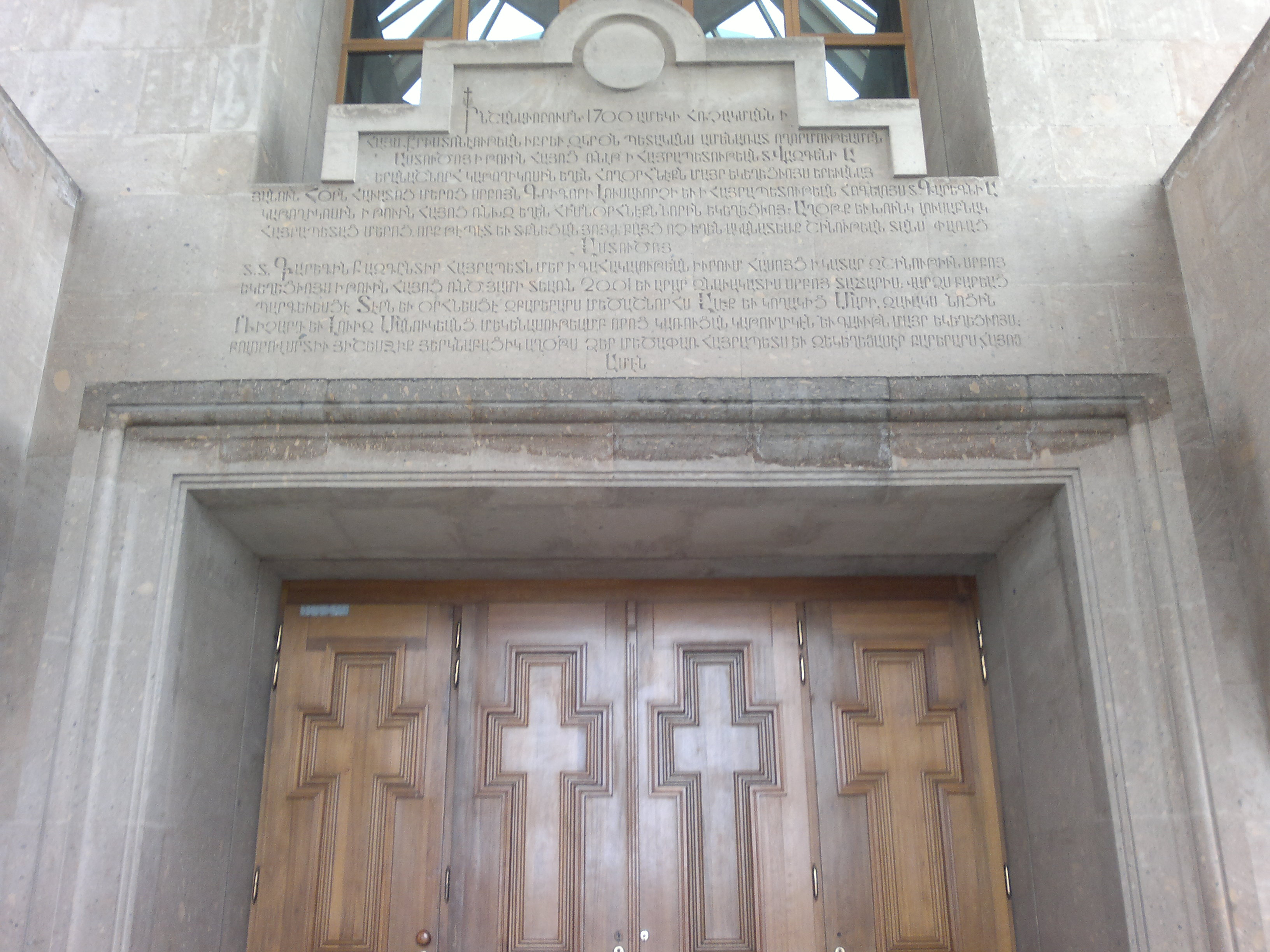
Головний вхід